# Wizz Air
Wizz Air je madžarski nizkocenovni letalski prevoznik s sedežem na letališču Budimpešta. Družba je po številu letal največja letalska družba na Madžarskem, leti po celotni Evropi na 194 destinacij v 54 različnih državah.

## Zgodovina
Družba je začela z delovanjem septembra 2003. Glavni vlagatelj je Indigo Partners, ameriški zasebni kapital, specializiran za naložbe v dejavnsti prevozov. Prvi polet je bil opravljen iz Katowic dne 19. maja 2004, 19 dni po tem, ko sta Poljska in Madžarska vstopili v Evropsko unijo in s tem dostop do enotnega evropskega zračnega prostora.
Že v prvih treh in pol mesecih je družba prepeljala 250.000 potnikov in skoraj 1.4 milijona potnikov v prvem letu poslovanja. Kmalu so odprli tudi hčerinski družbi v Ukrajini in Bolgariji.
Leta 2011 je Wizz Air prepeljal 11 milijonov potnikov (15% več kot leta 2010), vključno z 4.2 milijona potnikov prepeljanih na poljskih poteh.
V zadnjih letih je Wizz Air prenehal razvijati svojo mrežo povezav na Poljskem in odprl nove baze na Češkem, Bolgariji, Makedoniji, Romuniji, Litvi in Srbiji. Vendar pa je Poljska še vedno največji trg za Wizz Air.
Od 25. februarja 2015 delnice Wizz Air kotirajo na borzi v Londonu.

## Hčerinske družbe
Družba Wizz Air je imela v svoji sestavi tri hčerinske družbe:
- Wizz Air Ukraine. Družba je imela lasten certifikat o plovnosti in je povezovala Ukrajino z ostalimi državami. Glavni letališči sta bili kijevsko letališče Žuljani in letališče v Lvovu.[5] Posledično zaradi stanja v Ukrajini nastalega leta 2014 je družba 20. aprila 2015 prenehala z delovanjem, del linij je bilo prenešeno na matično firmo in del opuščen. V tem trenutku Wizz Air leti samo v Kijev.[6]
- Wizz Air Bulgaria je bila bolgarska hčerinska družba, ki je delovala med leti 2005 in 2011 do združitve z matično madžarsko firmo. Bazo je imela v Sofiji. S tremi letali je oskrbovala 14 destinacij.[7]
- Wizz Air Romania je bila načrtovana hčerinska firma s sedežem in bazo na letališču v Temišvarju, ki pa nikoli ni opravljala letalskih operacij.[8]

## Destinacije
Glej glavni članek Wizz Air destinacije.
Wizz Air trenutno(2024) leti na 194 destinacij v 54 različnih državah. 
Iz Ljubljane leti na povezavah za Skopje.

## Flota
Flota leta 2024.
| Letalo           | V floti | Naročenih |
| ---------------- | ------- | --------- |
| Airbus A320neo   | 6       | 13        |
| Airbus A320-200  | 40      | 0         |
| Airbus A321XLR   | 0       | 47        |
| Airbus A321-200  | 41      | 0         |
| Airbus A321neo   | 112     | 276       |
| Airbus A330-200F | 1       | 0         |
| Skupaj           | 200     | 336       |

## Nesreče
08. junija 2013 je letalo Airbus A320 na letu Wizz Air W6 3141, moralo zasilno pristati na letališču Leonardo da Vinci–Fiumicino v Rimu. Letalo je imelo hudo okvaro podvozja, spustila se je namreč le ena stran podvozja, druga stran je ostala zaklenjena in pospravljena. Posadka je rimsko letališče izbrala zaradi dolge steze. S pomočjo zasilnega pristanka na peni letalo ni bilo huje poškodovano, prav tako so jo z lažjimi poškodbami odnesli zgolj trije potniki. Posadka in preostali potniki so ostali nepoškodovani.